# 파이널 판타지 XIV: 빛의 아버지
《파이널 판타지 XIV: 빛의 아버지》(일본어: ファイナルファンタジーXIV 光のお父さん)는 2017년 4월부터 5월까지 일본에서 방영된 텔레비전 드라마이다. 비디오 게임 《파이널 판타지》를 바탕으로 한 상업 작품으로는 첫 실사 드라마이다. 마이디(マイディー)라는 닉네임을 가진 게임을 좋아하는 청년이 블로그 일격확살 SS 일기(一撃確殺SS日記)에서 연재했던 《빛의 아버지》라는 제목의 일기를 원작으로 한 것이다. 60세 이상의 게임을 좋아하는 아버지에게 게임 플레이어인 아들이 온라인 게임 《파이널 판타지 XIV》를 선물하여 효도하고 싶다는 내용으로, 블로그는 인기를 끌어 서적화, 텔레비전 드라마화, 영화화되었다. 작중의 게임 장면에서는 실제로 《파이널 판타지 XIV》에서 원작자인 마이디가 작업한 영상이 사용되었다. 마이디의 제작 발표 기자 회견도 온라인 게임 내에서의 중계로 캐릭터를 통해 이루어졌다. 또한 원작자인 마이디는 2018년에 대장암 수술을 했고 2년 뒤인 2020년 6월에 재발하여 12월에 사망하였다.